# Agapostemon intermedius
Agapostemon intermedius is een vliesvleugelig insect uit de familie Halictidae. De wetenschappelijke naam van de soort is voor het eerst geldig gepubliceerd in 1972 door Roberts.